# Elina Anttila
Anna Elina Anttila, född Lähteenmäki den 11 april 1963 i Helsingfors, är en finländsk konsthistoriker och museiman.
Anttila är utbildad vid Helsingfors universitet där hon 1990 avlade filosofie kandidatexamen i historia och konsthistoria och 2001 filosofie doktorsexamen i konsthistoria. Hon var forskare vid enheten för samlingar och forskning vid Finlands nationalmuseum åren 2001–2008 och har sedan dess tjänstgjort där i olika befattningar. 2014 utnämndes hon till museets överdirektör.

## Utmärkelser
- Riddartecknet av Finlands Lejons orden,  6 december 2013[1]
- Kommendörstecknet av Finlands Lejons orden,  6 december 2023[2]

[Redigera Wikidata]